# Neochera chione
Neochera chione är en fjärilsart som beskrevs av Fabricius 1781. Neochera chione ingår i släktet Neochera och familjen nattflyn. Inga underarter finns listade i Catalogue of Life.